# Anton Martin Slomšek
Anton Martin Slomšek (Slom, 26. studenoga 1800. – Maribor, 24. rujna 1862.), slovenski biskup, pisac, pjesnik i zagovornik slovenske kulture. Prvi je slovenski blaženik.

## Životopis
Slomšek je rođen u seljačkoj obitelji u zaseoku Slomu u blizini sela Ponikava u općini Šentjuru, Donja Štajerska. Studirao je teologiju i filozofiju prije nego što je zaređen 1824. godine u sjemeništu u Klagenfurtu. Od 1829. do 1838. godine, Slomšek je duhovni ravnatelj sjemeništa u Klagenfurtu. Sljedeće godine postao je svećenik u mjestu Saldenhofen an der Drau. Godine 1844. Slomšek se preselio u Sankt Andrä i na čelu je škole u biskupiji Lavant. Službovao je u Celju 1846. godine, a iste je godine zaređen za biskupa Lavant sa sjedištem u mjestu Sankt Andrä.
U sljedećim godinama, Slomšek je težio za prijenos biskupijskog sjedišta iz Sankt Andrä u Maribor, što se i dogodilo 1859. godine. Težio je promicanju vjerskoga odgoja i obrazovanja na slovenskom jeziku, napisao je brojne knjige. Slomšek je bio izvrstan propovjednik i neumoran i skroman svećenik. Također pisao je pjesme, od kojih su neke postigle veliku popularnost i još uvijek se pjevaju i danas. Zajedno s Andrejem Einspielerom i Antonom Janežičem, Slomšek je suosnivač društva Hermagorasa, najstarije slovenske izdavačke kuće. Umro je u Mariboru 1862. godine.

## Spomen
- Od 1996. godine slavi se kao "časni sluga Božji" a papa Ivan Pavao II. proglasio ga je blaženim u Mariboru 19. rujna 1999. godine.[2]
- Njegovo ime nose brojne crkve, ulice, trgovi i institucije u Sloveniji.